# Kurt Baldinger
Pour les articles homonymes, voir Baldinger.
Kurt Baldinger (17 novembre 1919 – 17 janvier 2007) est un linguiste et philologue suisse qui a fait d’importantes contributions aux études romanes des domaines gallo-roman, aquitano-roman et ibéro-roman, avec des travaux de lexicographie, linguistique historique, étymologie et sémantique.

## Biographie
Kurt Baldinger est né à Binningen, près de Bâle. Après la fin de ses études secondaires en 1938, il étudia aux universités de Genève et de Bâle, et fut diplômé professeur d’éducation secondaire dans les disciplines d’histoire et de philologie allemande et française.
En 1947 il épousa Heidi Isler, avec qui il aura quatre filles.
Il obtint en 1948 un doctorat à l’Université de Bâle. Son directeur de thèse était le romaniste Walther von Wartburg, dont il devint un des principaux collaborateurs pour son Dictionnaire étymologique du français (dont le titre original allemand est Französisches Etymologisches Wörterbuch).
Après avoir été professeur à l’université Humboldt de Berlin jusqu’en 1957, il le fut à l’université de Heidelberg, où il vécut le restant de ses jours. En 1958, à 39 ans, Kurt Baldinger fut élu membre de l’Académie des sciences de Heidelberg . Trente ans plus tard, il fut élu recteur de l’université de Heidelberg.
Kurt Baldinger est mort à Heidelberg en 2007, à 87 ans.

## Travaux
Dans ses études des langues romanes, Kurt Baldinger s’est focalisé principalement sur la sphère gallo-romane, mais il a aussi par ailleurs publié un ouvrage de référence sur la formation des domaines linguistiques dans la péninsule ibérique (titre en espagnol : La formación de los dominios lingüísticos en la Península Ibérica) . 
Outre sa contribution au Französisches Etymologisches Wörterbuch (Dictionnaire étymologique du français) pour lequel il est l’auteur d’au moins 90 articles, et de nombreuses monographies, il se distingue pour le lancement de trois dictionnaires majeurs, deux dédiés à la France du Sud et l’autre à l’ancien français : d’une part Dictionnaire onomasiologique de l'ancien occitan et Dictionnaire onomasiologique de l'ancien gascon (qui furent plus tard regroupés), d’autre part Dictionnaire étymologique de l'ancien français (DEAF) (1971). Les deux premiers dictionnaires, onomasiologiques, sont organisés par concept, tandis que le DEAF est organisé par familles étymologiques.
Sa conception des études de philologie est reflétée dans le titre de l’un de ses articles : "Langue et Culture". Il ne pensait pas la langue comme une entité isolée, mais plutôt encadrée dans la sphère des activités des êtres humains.

## Œuvres
- Dictionnaire onomasiologique de l'ancien occitan et de l'ancien gascon (2000). Max Niemeyer (Tübingen), éditeur scientifique : Académie des sciences de Heidelberg
- Dictionnaire onomasiologique de l'ancien gascon (1975). Max Niemeyer (Tübingen), éditeur scientifique : Académie des sciences de Heidelberg
- Dictionnaire onomasiologique de l'ancien occitan (1975). Max Niemeyer (Tübingen), éditeur scientifique : Académie des sciences de Heidelberg
- Dictionnaire étymologique de l'ancien français
- La formación de los dominios lingüísticos en la Península Ibérica

57 œuvres recensées dans BnF Data